# The Anna Nicole Smith Story
The Anna Nicole Smith Story é um filme estadunidense de 2009, do gênero drama biográfico, dirigido por Keoni Waxman, retratando a vida de Anna Nicole Smith.
O filme foi lançado pelo grupo de entretenimento do Nasser e estrelas Willa Ford, no papel-título. A produção do filme foi descrita como "fast track" pelo produtor do filme, Joseph Nasser.

## Elenco
- Willa Ford como Anna Nicole Smith
- Patrick Ryan Anderson como Daniel Wayne Smith
- Lesli Kay como Ginger
- Chris Devlin como Howard K. Stern
- Bobby Trendy como ela mesma
- Richard Herd como J. Howard Marshall
- Lenny Hirsh como Larry Birkhead
- Christian Berney como Daniel adolescente
- Jake Short como Daniel criança